# Tyrinthia frontalis
Tyrinthia frontalis là một loài bọ cánh cứng trong họ Cerambycidae.